# Vincenzo Macchi
Vincenzo Macchi (ur. 30 sierpnia 1770 w Capo di Monte – zm. 30 września 1860 w Rzymie) – włoski kardynał.

## Życiorys
W 1818 mianowany tytularnym arcybiskupem Nisibis i nuncjuszem apostolskim w Szwajcarii. Rok później przeniesiony do nuncjatury paryskiej. Mianowany kardynałem w październiku 1826. Legat apostolski w Rawennie (1828-30), Bolonii (1836-41) i Velletri (od 1847). Prefekt Kongregacji Soboru Trydenckiego (1834-41) i Trybunału Apostolskiej Sygnatury Sprawiedliwości (1841-54). Kardynał biskup Palestriny 1840-44. Sekretarz Rzymskiej Inkwizycji od 1844. biskup Porto e Santa Rufina 1844-47, dziekan Kolegium Kardynałów i biskup Ostii od 1847. Sekretarz Listów Apostolskich od 1854. Zmarł w Rzymie w wieku 90 lat.